# Bodilis

Bodilis este o comună în departamentul Finistère, Franța. În 1 ianuarie 2022 avea o populație de 1.700 de locuitori.